# Erik Ohlsson (skytt)
Erik Ohlsson, född 20 november 1884 i Malmö, död 19 september 1980 i Malmö, var en svensk sportsskytt.
Ericsson deltog i tre OS 1908, 1912 och 1920.